# Новая эра для демократии
Новая эра для демократии (фр. Nouveau temps pour la démocratie, НЭД) — социально-демократическая политическая партия в Буркина-Фасо, основанная в апреле 2015 года бывшим министром городского развития Венсаном Дабильгу.

## Электоральная история
Новая эра для демократии впервые выставила своих кандидатов на всеобщих выборах 2015 года и набрала 2,23 % голосов, что позволило занять три места в Национальной ассамблее из 127 (одно по пропорциональной системе и два по одномандатным округам в восточных провинциях Ньянья и Яга). На состоявшихся в тот же день президентских выборах партия поддержала Рока Каборе (кандидата от партии Народное движение за прогресс), который также выражал приверженность социально-демократическим взглядам.
На всеобщих выборах 2020 года партия выиграла 13 мест в Национальной ассамблее. На президентских выборах лидер партии Венсан Дабильгу вновь поддержал кандидатуру действующего президента Рока Каборе, который переизбрался на второй срок. Новая эра для демократии вошла в состав коалиции «Альянс партий и организаций Президентского Большинства».

## Результаты на выборах
| Год  | %    | Мандатов  | Место |
| ---- | ---- | --------- | ----- |
| 2015 | 2,23 | 3 из 127  | 5     |
| 2020 | 5,57 | 13 из 127 | 3     |